# 몬텔루포피오렌티노
몬텔루포피오렌티노(이탈리아어: Montelupo Fiorentino)는 이탈리아 토스카나주 피렌체현에 있는 코무네다. 피렌체로부터 남서쪽 20km 거리에 있다.

## 지리
이 지역은 대부분이 언덕이고 페사강이 가로지르고 있으며, 특히 도시 지역 그러하며, 강물은 아르노강으로 흐른다.

## 역사
몬텔루포 지역에 인류의 존재는 구석기 시대로 거슬러 올라간다. 이 증거들은 지난 20년간 도시 지역에서 확인된 선사 시대의 것들이 많다.
고전 고대 동안의 인간 존재의 증거는 옛 시가지의 에트루리아 문명 무덤과 공화국 시대의 로마 저택이 발견되었다. 그것들이 발견된 곳은 포이팅거 지도에서도 존재하는 만시오 아드 아르눔이며, 로마 시대에는 그 지역에 아르노강을 가로지르게 하는 다리가 있었을 것이다.
서기 5, 6세기 경 동안, 이 지역은 야만인들의 침공에 직면했고, 시민들은 평야를 떠나 주변의 언덕 지역으로 재정착하였다. 이 현상은 구이디(Guidi), 카돌리니(Cadolingi), 알베르티(Alberti) 같은 대 가문들의 권력 분쟁이 있던 10세기에 절정에 이르렀다. 이 가문들은 카프라이아(Capraia)와 몬텔루포피오렌티노가 포함된 이 일대가 단단한 군사 시설임을 깨달았다.
12세기 말에, 이 지역으로 피렌체의 확장이 시작되자 알베르티 백작의 격렬한 저항이 있었다. 13세기가 시작할 무렵, 몬텔루포피오렌티노는 피렌체인들에게 파괴당하였고, 그들은 같은 곳에 피렌체의 상징이 새겨진 성을 건설하였다.

14세기가 끝날쯤, 몬텔루포피오렌티노는 피렌체 전원 지역에 세워진 "요새화된 마을"이 되었다. 성벽은 1348년(흑사병의 해였던)에 건설되었고, 법령은 1413년에 실시되었다.
16세기까지, 몬텔루포피오렌티노는 황금기를 누렸다. 17세기 중반에 이곳을 심하게 강타한 역병으로, 쇠퇴하기 시작해, 돌아오지 못할 정도의 급격한 구조조정에 이르렀고, 이는 18세기 후반에 절정에 다다랐다.
그후부터 제2차 세계대전까지, 몬텔루포피오렌티노는 모든 것을 스스로 다시 세웠다. 마을은 20세기 중반에 강타한 자연 재해들로 도심 절반이 파괴가 되었다. 가장 주목할만 것은 1949년, 1966년, 1992년에 발생한 홍수였다. 이 세 가지 사건들 모두 페사강에 인접한 몬텔루포피오렌티노 북쪽에 있는 아르노강이 수심 4 m(1992년에는 2 m) 높이 밑으로 도시의 모든 걸 침수시켰다.

## 자매 도시
- 스페인 마니세스
- 프랑스 무스티에생트마리
- 프랑스 보캐르
- 이탈리아 노베